# Coupe de la Ligue islandaise féminine de football
La Coupe de la Ligue islandaise féminine de football est une compétition de football féminin créée en 1996. C'est la troisième compétition par ordre d'importance dans le football féminin islandais.

## Palmarès

### Tableau d'honneur
| Club                 | Titre | Année(s)                                       |
| -------------------- | ----- | ---------------------------------------------- |
| Breiðablik Kópavogur | 8     | 1996, 1997, 1998, 2001, 2006, 2012, 2019, 2022 |
| Valur Reykjavik      | 5     | 2003, 2005, 2007, 2010, 2017                   |
| UMF Stjarnan         | 5     | 2011, 2013, 2014, 2015, 2023                   |
| KR Reykjavik         | 3     | 1999, 2000, 2002, 2008                         |
| ÍBV Vestmannaeyjar   | 2     | 2004, 2016                                     |
| Thór / KA Akureyri   | 2     | 2009, 2018                                     |

### Finales
| Année | Vainqueur                                       | Score                                           | Finaliste                                       |
| ----- | ----------------------------------------------- | ----------------------------------------------- | ----------------------------------------------- |
| 1996  | Breiðablik Kópavogur                            | 4-2                                             | Valur Reykjavik                                 |
| 1997  | Breiðablik Kópavogur                            | 2-0                                             | KR Reykjavik                                    |
| 1998  | Breiðablik Kópavogur                            | 3-2 ap                                          | Valur Reykjavik                                 |
| 1999  | KR Reykjavik                                    | 4-0                                             | UMF Stjarnan                                    |
| 2000  | KR Reykjavik                                    | 8-2                                             | Valur Reykjavík                                 |
| 2001  | Breiðablik Kópavogur                            | 1-1ap, 3-1tab                                   | Valur Reykjavik                                 |
| 2002  | KR Reykjavik                                    | 4-0                                             | Valur Reykjavik                                 |
| 2003  | Valur Reykjavik                                 | 4-1                                             | Breiðablik Kópavogur                            |
| 2004  | ÍBV Vestmannaeyjar                              | 3-1                                             | Valur Reykjavik                                 |
| 2005  | Valur Reykjavik                                 | 6-1                                             | KR Reykjavik                                    |
| 2006  | Breiðablik Kópavogur                            | 2-1                                             | Valur Reykjavik                                 |
| 2007  | Valur Reykjavík                                 | 2-1                                             | KR Reykjavik                                    |
| 2008  | KR Reykjavík                                    | 4-0                                             | Valur Reykjavik                                 |
| 2009  | Thór / KA Akureyri                              | 3-2                                             | UMF Stjarnan                                    |
| 2010  | Valur Reykjavík                                 | 2-0                                             | Fylkir Reykjavik                                |
| 2011  | UMF Stjarnan                                    | 2-1                                             | Valur Reykjavik                                 |
| 2012  | KR Reykjavík                                    | 1-0                                             | Fram Reykjavik                                  |
| 2013  | UMF Stjarnan                                    | 4-0                                             | Valur Reykjavík                                 |
| 2014  | UMF Stjarnan                                    | 3-0                                             | Breiðablik Kópavogur                            |
| 2015  | UMF Stjarnan                                    | 3-0                                             | Breiðablik Kópavogur                            |
| 2016  | ÍBV Vestmannaeyjar                              | 3-2                                             | Breiðablik Kópavogur                            |
| 2017  | Valur Reykjavik                                 | 2-1                                             | Breiðablik Kópavogur                            |
| 2018  | Thór / KA Akureyri                              | 2-2ap, 4-2tab                                   | UMF Stjarnan                                    |
| 2019  | Breiðablik Kópavogur                            | 3-1                                             | Valur Reykjavík                                 |
| 2020  | Abandonnée en raison de la pandémie de Covid-19 | Abandonnée en raison de la pandémie de Covid-19 | Abandonnée en raison de la pandémie de Covid-19 |
| 2021  | Abandonnée en raison de la pandémie de Covid-19 | Abandonnée en raison de la pandémie de Covid-19 | Abandonnée en raison de la pandémie de Covid-19 |
| 2022  | Breiðablik Kópavogur                            | 2-1                                             | UMF Stjarnan                                    |
| 2023  | UMF Stjarnan                                    | 2-2ap, 5-4tab                                   | Thór / KA Akureyri                              |